# Gurja Khani
Gurja Khani – gaun wikas samiti w zachodniej części Nepalu w strefie Dhawalagiri w dystrykcie Myagdi. Według nepalskiego spisu powszechnego z 2001 roku liczył on 196 gospodarstw domowych i 1053 mieszkańców (548 kobiet i 505 mężczyzn).